# Пак Джунтхэ
Пак Джун Тхэ (англ. Park Jung Tae, другой вариант написания — Пак Джун Тэ, 1943, Генерал-губернаторство Корея, Японская империя — 11 апреля 2002, Торонто, Канада) — южнокорейский мастер тхэквондо и пионер этого вида боевых искусств в Канаде. Он был одним из двенадцати оригинальных мастеров Корейской ассоциации тхэквондо. В 1970 году, после службы в южнокорейской армии, Пак эмигрировал в Канаду. Он занимал высокую должность в Международной федерации тхэквондо (ITF) под руководством Чхве Хон Хи. Но в 1990 году Пак покинул ITF и основал Глобальную федерацию тхэквондо (англ. Global Taekwon-Do Federation, GTF).

## Биография
Пак родился в 1943 или 1944 году в Корее в период японской оккупации. Начал заниматься единоборствами с детства, начав с бокса, после этого занимался дзюдо, а затем — тхэквондо. Парк был одним из двенадцати оригинальных (формировавших стиль и терминологию) мастеров Ассоциации Таеквон-До Кореи. В 1964 году он стал вторым президентом этой организации. В период с 1965 по 1967 год Пак достиг 4-го дана и руководил обучением южнокорейских солдат во Вьетнаме.
В 1970 году Пак уволился из армии и переехал в Канаду, где в Торонто встретил свою будущую жену Линду. В 1970-х годах Пак создал Ассоциацию тхэквондо Манитобы, а затем Институт тхэквондо Виннипега. В 1975 году он получил 6-й дан. В 1978 и 1979 годах Пак сопровождал Чхве Хон Хи на показательных выступлениях мастеров тхэквондо в Европе. В 1984 году он, уже получив 8-й дан, провёл семинар в Брисбене (Австралия). В ноябре 1984 года Пак был избран Генеральным секретарем Международной федерации тхэквондо (ITF). Также он занял должность технического председателя ITF.
14 июня 1990 года Пак основал Глобальную федерацию тхэквондо (GTF), через год после того как вышел из ITF из-за разногласий с Чой Хонг Хи, который начал сотрудничать с КНДР.
Уже будучи главой GTF, Пак разработал шесть дополнительных хьёнгов (hyung), которыми были дополнены формальные комплексы ITF, а также была удалена форма ЧучХе-туль, названная в честь тоталитарной идеологии КНДР.
Среди учеников и соратников Пака можно выделить Сабри Саллех (Малайзия), присоединившегося к GTF в 1998 году. Незадолго до своей смерти Пак добился для Саллеха 9-го дана (GTF).
Пак умер 11 апреля 2002 года в результате тяжелой болезни, оставив жену и троих детей: Джулианна, Хизер и Кристофера. Линда Пак сменила своего мужа на посту президента GTF, получив почётный 9-й дан и звание почётного грандмастера.